# Draft 1970 de la NFL
1969 1971
La draft 1970 de la NFL est la 35e draft de la National Football League, permettant aux franchises de football américain de sélectionner des joueurs universitaires éligibles pour jouer professionnels. Le repêchage a eu lieu les 27 et 28 janvier 1970, au Belmont Plaza Hotel de New York.
Avec le premier choix de sélection, les Steelers de Pittsburgh sélectionnent le quarterback Terry Bradshaw.